# Liste der Naturdenkmale in Bebra
Die Liste der Naturdenkmale in Bebra nennt die im Gebiet der Stadt Bebra im Landkreis Hersfeld-Rotenburg in Hessen gelegenen Naturdenkmale.

## Naturdenkmale
| Bild            | Bezeichnung                       | Ortsteil, Lage                                                | Beschreibung                                                      | Art                      | Nr.     |
| --------------- | --------------------------------- | ------------------------------------------------------------- | ----------------------------------------------------------------- | ------------------------ | ------- |
| BW              | Eiche (Quercus)                   | Asmushausen 51° 1′ 27″ N, 9° 47′ 41,8″ O                      | Eine Eiche (Betteleiche)                                          | Eiche                    | 3632100 |
| BW              | Kastanie (Aesculus hippocastanum) | Bebra 50° 58′ 23,7″ N, 9° 47′ 34,6″ O                         | Eine Kastanie                                                     | Gewöhnliche Rosskastanie | 3632101 |
| BW              | Linde (Tilia)                     | Braunhausen 51° 0′ 11,5″ N, 9° 50′ 1,9″ O                     | Eine Linde                                                        | Linde                    | 3632102 |
| BW              | Linden (Tilia)                    | Gilfershausen 50° 58′ 57,7″ N, 9° 49′ 44,1″ O                 | Drei Linden                                                       | Linde                    | 3632103 |
| BW              | Linde (Tilia)                     | Iba 50° 57′ 59,1″ N, 9° 50′ 31″ O                             | Eine Linde                                                        | Linde                    | 3632104 |
| Fotos hochladen | Linden (Tilia)                    | Iba 50° 58′ 41,6″ N, 9° 52′ 33,7″ O                           | Fünf Linden                                                       | Linde                    | 3632105 |
| BW              | Großer Stein                      | Iba 50° 57′ 59,3″ N, 9° 52′ 22,7″ O                           | Großer Stein                                                      |                          | 3632106 |
| Fotos hochladen | Steinküppel                       | Iba 50° 58′ 27″ N, 9° 52′ 51,8″ O                             | Steinküppel                                                       |                          | 3632107 |
| BW              | Halde an der Iburg                | Iba 50° 58′ 47″ N, 9° 53′ 39,1″ O                             | Halde an der Iburg                                                |                          | 3632109 |
| BW              | Linde (Tilia)                     | Rautenhausen 51° 1′ 27,9″ N, 9° 49′ 51″ O                     | Eine Linde                                                        | Linde                    | 3632111 |
| BW              | Linde (Tilia)                     | Rautenhausen 51° 2′ 26,7″ N, 9° 48′ 10,7″ O                   | Eine Linde                                                        | Linde                    | 3632112 |
| BW              | Lärchen (Larix)                   | Solz 51° 0′ 34,4″ N, 9° 52′ 34,6″ O                           | Baumgruppe von 10 Lärchen                                         | Lärche                   | 3632114 |
| BW              | Waldschlucht                      | Oberförsterei Hersfeld-Meckbach 50° 55′ 57″ N, 9° 49′ 41,1″ O | Waldschlucht Am großen Steinkopf zwischen Ronshausen und Meckbach |                          | 3632116 |
| BW              | Ahorn (Acer)                      | Weiterode 50° 57′ 27″ N, 9° 48′ 31,3″ O                       | 10 Ahornbäume                                                     | Ahorn                    | 3632117 |
| BW              | Feuchtgebiet im Kelkerbach        | Bebra 50° 58′ 26″ N, 9° 49′ 3,3″ O                            | Feuchtgebiet im Kelkerbach                                        | Feuchtgebiet             | 3632118 |